# Andreas Dury
Andreas Dury (* 1961 in Penzberg) ist ein deutscher Schriftsteller.

## Leben
Dury wurde 1961 im oberbayrischen Penzberg geboren und wuchs im pfälzischen Dahn auf. Er studierte Philosophie, Geschichtswissenschaft und Germanistik in Tübingen, München und Berlin. Anschließend absolvierte er eine Ausbildung zum Programmierer. Zwischen 1987 und 1991 war Dury zeitweilig Redakteur bei MINERVA – Zeitschrift für Notwehr und Philosophie. 1999 veröffentlichte er sein literarisches Debüt …als ich in die Stadt kam und wurde für die darin enthaltene Erzählung Grünmann, das metropolitanische Subjekt mit dem Georg-K.-Glaser-Preis ausgezeichnet.
2001 bis 2014 war Dury Mitherausgeber der Literaturzeitschrift STRECKENLÆUFER. Seit 2001 ist er Vorstandsmitglied im saarländischen Landesverband des Verbands deutscher Schriftstellerinnen und Schriftsteller.

## Preise
- 2005 Sonderpreis des Sketch- und Geschichtenwettbewerbs Dillingen an der Donau
- 2003 Buch des Jahres (Rheinland-Pfalz)
- 2003 Martha-Saalfeld-Förderpreis
- 1999 Georg-K.-Glaser-Preis

## Werke (Auswahl)
- Der Chor der Zwölf (Roman), Conte Verlag, St. Ingbert 2017, ISBN 978-3-95602-121-3.
- Ich und Ben (Roman), Conte Verlag, Saarbrücken 2012, ISBN 978-3-941657-63-2.
- Oh Tapirtier (Roman), Conte Verlag, Saarbrücken 2010, ISBN 978-3-941657-15-1.
- Schachtelkäfer (Roman), Edition Topicana, Saarbrücken 2003, ISBN 978-3-937046-02-0.
- …als ich in die Stadt kam (Erzählungen), Plöger Medien, Annweiler 1999, ISBN 978-3-89708-117-8.